# Dobro došli (glazbeni album)
Dobro došli je 12. album pjevačice Nede Ukraden izdan 1989.
godine za zagrebačku diskografsku kuću Jugoton (današnja Croatia Records) i to kao LP ploča i kazeta.

## Popis pjesama

### A strana
- A1. Mjesečino (2:55)
- A2. Ne miriši zumbule (3:32)
- A3. Bolje da se nikad sreli nismo (3:04)
- A4. Briga tebe (3:12)
- A5. Žuto lišće (3:20)
- A6. Sretan ti rođendan, mama (3:22)

### B strana
- B1. Dobro došli (3:18)
- B2. Nek' se zna (2:20)
- B3. Progovori tiha noći (3:45)
- B4. Bila sam mu sve (3:08)
- B5. Tugo, vjerna drugo (3:00)
- B6. Bolje da se nikad sreli nismo (3:04)

## O albumu
Svoj posljednji album za Jugoton Neda Ukraden snimila je u jesen 1989. godine pod nazivom "Dobro došli". Suradnici na tom albumu su bili manje više isti kao i na prethodnim albumima - Marina Tucaković, Đorđe Novković s time da se više nego na prijašnjim albumima približila folku.

## Suradnici
- Aranžman - Aleksandar Radulović i Laza Ristovski
- Tekstopisci - Marina Tucaković (pjesme: A1, A2, A4, B1 do B4), Željko Pavičić (pjesme: A3, A5, A6, B5)
- Glazba - Đorđe Novković (pjesme: A2 do B6) i Aleksandar Radulović (pjesma A1)
- Prateći vokali - Deana Pataković, Ivana Pataković, Sanja Čačinović, Željko Marinović
- Ton majstor - Vladimir Negovanović
- Izvršni producent - Mišo Dobrić

## Vanjske poveznice
- Album "Dobro došli" na www.discogs.com